# برگ‌پیچ اورگون
برگ پیچ اورگون (نام علمی: Acleris capizziana) نام یک گونه از سرده برگ‌پیچ‌های پهن است.